# Batalla de Saint-Florent-le-Vieil (1793)

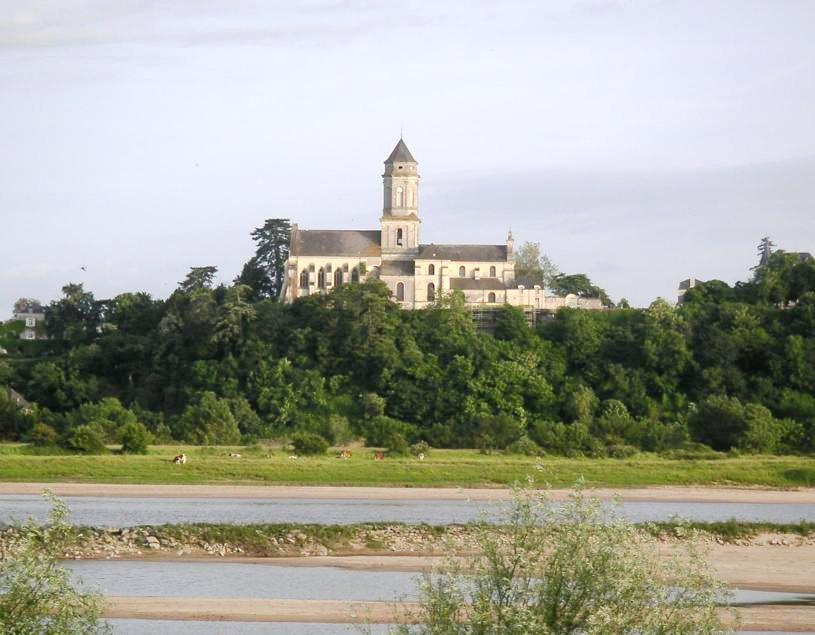
Vista de l'església de Saint-Florent-Le-Vieil, al cim del Mont Glone, des de la Meilleraie, a l'altra banda del Loira.

Batalla de Saint-Florent-le-Vieil (1793)

## Preludi
El diumenge 10 de març de 1793 es va anunciar a Saint-Florent-le-Vieil la llei sobre l'impost de masses. Duval, el fiscal que llegeix la llei, és molestat per una quinzena de joves que són detinguts i empresonats. L'endemà, el capellà constitucional Antoine Vallée va marxar cap a Angers per demanar reforços per a Saint-Florent. Es va enviar una carta demanant 200 homes ben armats. Però només 25 dragons van ser enviats pel departament, i els municipis veïns, per por de pertorbacions, es van negar a oferir reforços.

## Procés
El dimarts 12 de març, els joves convocats per al sorteig dels reclutes entren a la ciutat al so de la trompeta, acompanyats dels seus familiars i amics. El seu nombre és d'uns 600, alguns van armats amb pals, dalles o rifles de caça, i porten una escarapel·la blanca. Entre els seus líders hi ha Laurent Fleury, mariscal de Saint-Florent, i André Michel, conegut com a "Chapelle". Enfront, els patriotes només tenen 150 guàrdies nacionals mal armats i dos petits canons.
Al capdavant dels camperols, desfilen els alcaldes de Botz-en-Mauges, La Chapelle-Saint-Florent i Saint-Quentin-en-Mauges, que, volent o no, convoquen el districte per ajornar el sorteig i lliurar armes. Els regidors municipals es neguen. L'oficial municipal Jacob decideix arengar la multitud davant de l'antiga abadia, que s'ha convertit en la seu del districte. La multitud li fa un xiulet, i els gendarmes intervenen colpejant amb el pla dels seus sabres. Es fan dos trets, potser per Laurent Fleury, i Jacob mor a l'instant. Aleshores, els guàrdies nacionals van obrir foc contra la multitud, especialment amb les seves dues colobrines col·locades a la seu del districte, matant quatre persones i ferint-ne quaranta més. Els pagesos es van abalançar sobre els artillers i els patriotes, matant uns i forçant els altres a fugir per les finestres de l'edifici que va ser saquejat. Es van cremar documents oficials i l'altar de la pàtria, les cases de la burgesia patriòtica van ser robades i saquejades. Saint-Florent-le-Vieil està en mans dels insurgents. Els patriotes fugen creuant l'Evre. Després, alguns pagesos tornen als seus pobles, altres passen la nit festejant.
L'endemà, Charles de Bonchamps va arribar a Saint-Florent-le-Vieil després d'haver estat pres com a líder pels insurgents que havien vingut a buscar-lo al seu castell de la Baronnière. Aquest últim va restablir llavors un cert ordre i va organitzar la defensa del poble.

## Pèrdues
Les pèrdues són sis morts entre els patriotes i probablement deu morts al costat dels camperols.